# 朱彌鋠
承休昭毅王朱弥鋠（1489年—1542年），明朝承休荣和王朱芝埌的庶次子（一作庶三子），明朝第二代承休王。

## 生平
弘治十一年（1498年）正月赐名。初封镇国将军。嘉靖二年（1523年）九月，明世宗遣英國公張崙等為正使，翰林院編修黃佐等為副使，持節冊封朱彌鋠為承休王，夫人王氏為承休王妃。
朱弥鋠性格警敏絕人，折節喜儒雅，善決斷。曾收集古法書《復齋集》《古法帖》若干卷，又著《存齋樂府》《復齋錄》十餘卷。李夢陽贈詩：“至人開後學，君子篤前聞。”
朱弥鋠认为父亲朱芝埌和大伯唐庄王朱芝址互相攻击损害了名声，于是努力弥补。嘉靖二十一年（1542年），其堂侄唐敬王朱宇温上奏其事，朱弥鋠得到玺书褒奖，但未及下达，朱彌鋠已经去世。因为朱彌鋠有賢聲，下葬之日牽紼（古代出殯時拉棺材用的大繩）号哭者达到數千人。嘉靖二十三年（1544年）十二月，其嫡长子朱宇渊受册袭封承休王。

## 评价
- 《弇山堂别集》卷072：容儀恭美，果而能斷。